# Liste de jeux Infogrames Interactive
La Liste de jeux Infogrames Interactive répertorie les jeux développés et édités par Infogrames Interactive de 2001 à 2003.

## Dreamcast
- Atari Anniversary Edition (2001)

## Game Boy Advance
- Atari Anniversary Advance (2002)
- NASCAR Heat 2002 (2002)
- Backyard Baseball (2002)
- Nicktoons Racing (2002)
- Backyard Football (2002)
- Zapper : Le Criquet ravageur ! (2002)

## Game Boy Color
- NSYNC: Get to the Show (2001)

## PC/Mac
- Mr. & Mrs. Potato Head Go On Vacation (2001)
- Dora the Explorer: Backpack Adventure (2002)
- Blue's Clues: Preschool (2002)
- Dora the Explorer: Lost City Adventure (2002)
- Blue's Clues: Kindergarten (2002)

## PC
- Junior Field Trips Collection (1997)
- Monopoly (1999)
- Family Feud (2000)
- Stuart Little: Big City Adventures (2001)
- Pac-Man: Adventures in Time (2001)
- NASCAR Heat (2001)
- Tonka Construction 2 (2001)
- Tonka Raceway (2001)
- Breakout CD-ROM (2001)
- Monopoly Casino (2001)
- Boggle (2001)
- Nicktoons Racing (2001)
- Stuart Little: Big City Adventures (2001)
- Battleship (2001)
- X-COM: Enforcer (2001)
- Scrabble (2001)
- Rules of the Game (2001)
- Monopoly Casino: Vegas Edition (2001)
- Atari Anniversary Edition (2001)
- Ultimate Yahtzee (2001)
- Monopoly Junior (2001)
- Operation (2001)
- Chutes and Ladders (2001)
- Thomas & Friends: Railway Adventures (2001)
- Nicktoons: Nick Tunes PC Powered Microphone & (2001)
- Tonka Monster Trucks (2001)
- Monopoly Tycoon (2001)
- Ms. Pac-Man: Quest for the Golden Maze (2001)
- Sid Meier's Civilization III (2001)
- Sid Meier's Civilization III: Limited Edition (2001)
- Dig Dug Deeper (2001)
- Combat (2001)
- Majesty: Gold Edition (2002)
- Tonka Search & Rescue 2 (2002)
- Ms. Pac-Man: Quest for the Golden Maze (2002)
- Platinum 2 Pack: Outburst/Super Scattergories (2002)
- European Air War (2002)
- Majesty: Gold Edition (2002)
- Risk: Gold Edition (2002)
- Atari Revival (2002)
- Pac-Man All-Stars (2002)
- RollerCoaster Tycoon: Gold Edition (2002)
- Stuart Little 2 (2002)
- Geoff Crammond's Grand Prix 4 (2002)
- Monopoly (2002)
- Scrabble Crossword Game Complete (2002)
- Nickelodeon Party Blast (2002)
- Jeopardy! 2003 (2002)
- Wheel of Fortune (2002)
- Zapper : Le Criquet ravageur ! (2002)
- RollerCoaster Tycoon 2 (2002)
- Sid Meier's Civilization III: Game of the Year Edition (2002)
- Sid Meier's Civilization III: Play the World (2002)
- The Saddle Club: Willowbrook Stables (2003)
- Master of Orion 3 (2003)
- Pac-Man Three Pack (2003)
- RollerCoaster Tycoon 2: Wacky Worlds (2003)
- RollerCoaster Tycoon Deluxe (2003)

## GameCube
- Taz Wanted (2002)
- Zapper : Le Criquet ravageur ! (2002)
- NASCAR: Dirt to Daytona (2002)
- Monopoly Party! (2002)
- Nickelodeon Party Blast (2002)
- Backyard Baseball (2003)

## PlayStation
- Nicktoons Racing (2001)
- Looney Tunes: Sheep Raider (2001)
- Atari Anniversary Edition Redux (2001)

## PlayStation 2
- NASCAR Heat 2002 (2001)
- Space Race (2002)
- Zapper : Le Criquet ravageur ! (2002)
- NASCAR: Dirt to Daytona (2002)
- Monopoly Party! (2002)

## Xbox
- NASCAR Heat 2002 (2001)
- Taz Wanted (2002)
- Loons: The Fight for Fame (2002)
- Nickelodeon Party Blast (2002)
- Monopoly Party! (2002)
- Zapper : Le Criquet ravageur ! (2002)
- RollerCoaster Tycoon (2003)